# Коптюх Володимир Васильович
Коптюх Володимир Васильович (4 серпня 1952, смт Теплик Теплицького району Вінницької області — 16 січня 1992, м. Тернопіль) — український вчений у галузі медицини, ортопед-травматолог. Доктор медичних наук (1990).

## Життєпис
Закінчив Тернопільський медичний інститут (1975, нині Тернопільський державний медичний університет імені І. Я. Горбачевського).
Від 1979 — асистент, доцент кафедри травматології, ортопедії та військово-польової хірургії цього вишу.

## Наукова діяльність
Розробляв методи лікування переломів кісток.
Автор і співавтор 96 наукових і навчально-методичних праць, 46 винаходів.
Серед праць:
- Дерматом з осцилюючим ріжучим елементом[1];
- Прогнозування процесу приживлення клаптя, крововтрата з донорської рани та її загоювання [2]